# Samuel Meredith
Samuel Meredith (* 1741 in Philadelphia, Province of Pennsylvania; † 10. Februar 1817 im Wayne County, Pennsylvania) war ein US-amerikanischer Politiker, der als Delegierter aus Pennsylvania am Kontinentalkongress teilnahm.
Als Jugendlicher wurde Samuel Meredith an der Doctor Allison’s Academy, einer Privatschule in Philadelphia, ausgebildet. Danach schlug er eine Laufbahn im kaufmännischen Gewerbe ein. Nach dem Ausbruch der amerikanischen Revolution schloss er sich 1776 der Kontinentalarmee an und diente während des Unabhängigkeitskrieges zunächst im Rang eines Majors. Er befehligte ein Bataillon und wurde am 5. April 1777 zum Brigadegeneral der Milizen von Pennsylvania befördert. Im Jahr 1778 schied er aus dem Militär aus.
Nachdem er schon vor der Revolution dem Kolonialparlament von Pennsylvania angehört hatte, setzte Meredith seine politische Laufbahn nun fort. Von 1786 bis 1788 nahm er sein Mandat als Delegierter zum Kontinentalkongress wahr, dessen Sitzungen zu dieser Zeit ausschließlich in New York stattfanden. Am 1. August 1789 übernahm er den Posten eines Aufsichtsbeamten (Surveyor) im Hafen von Philadelphia. Schließlich wurde er von US-Präsident George Washington als Nachfolger von Michael Hillegas zum Treasurer of the United States ernannt. Er war der erste Inhaber dieser hohen Position im Finanzministerium nach Inkrafttreten der US-Verfassung und hatte sie vom 11. September 1789 bis zu seinem Rücktritt am 1. Dezember 1801 inne.
Meredith setzte sich danach auf seinem Landsitz „Belmont Manor“ nahe der kleinen Ortschaft Pleasant Mount im Wayne County zur Ruhe. Er starb dort im Februar 1817 und wurde auf dem Familienfriedhof, der sich auf seinem Grundstück befand, beigesetzt.